# ست وارد (تگزاس)
ست وارد (به انگلیسی: Seth Ward) یک منطقهٔ مسکونی در ایالات متحده آمریکا است که در شهرستان هالی، تگزاس واقع شده‌است. ست وارد ۵٫۸ کیلومتر مربع مساحت و ۲٬۰۲۵ نفر جمعیت دارد و ۱٬۰۲۸ متر بالاتر از سطح دریا واقع شده‌است.